# آرپن موسسیان
آرپن باخشی موسسیان (ارمنی: Արփեն Բախշիի Մովսեսյան؛ انگلیسی: Arpen Movsesyan زادهٔ ۲ ژوئیهٔ ۱۹۵۰) روزنامه‌نگار و خاورشناس اهل ارمنستان است. وی از سال ۱۹۸۰ میلادی تاکنون مشغول فعالیت بوده است.

## زندگی‌نامه
وی با نام اصلی سوِتیک باخشی موسسیان (ارمنی: Սվետիկ Բախշիի Մովսեսյան) در ۲ ژوئیه ۱۹۵۰ در آیگستان به دنیا آمد و از دانشگاه دولتی ایروان فارغ‌التحصیل گشت. وی در ارمنستان ۱ فعالیت کرده است. وی برنده جوایزی همچون مدال طلای وزارت فرهنگ جمهوری ارمنستان و چهره فرهنگی شایسته جمهوری ارمنستان شد.

## نگارخانه

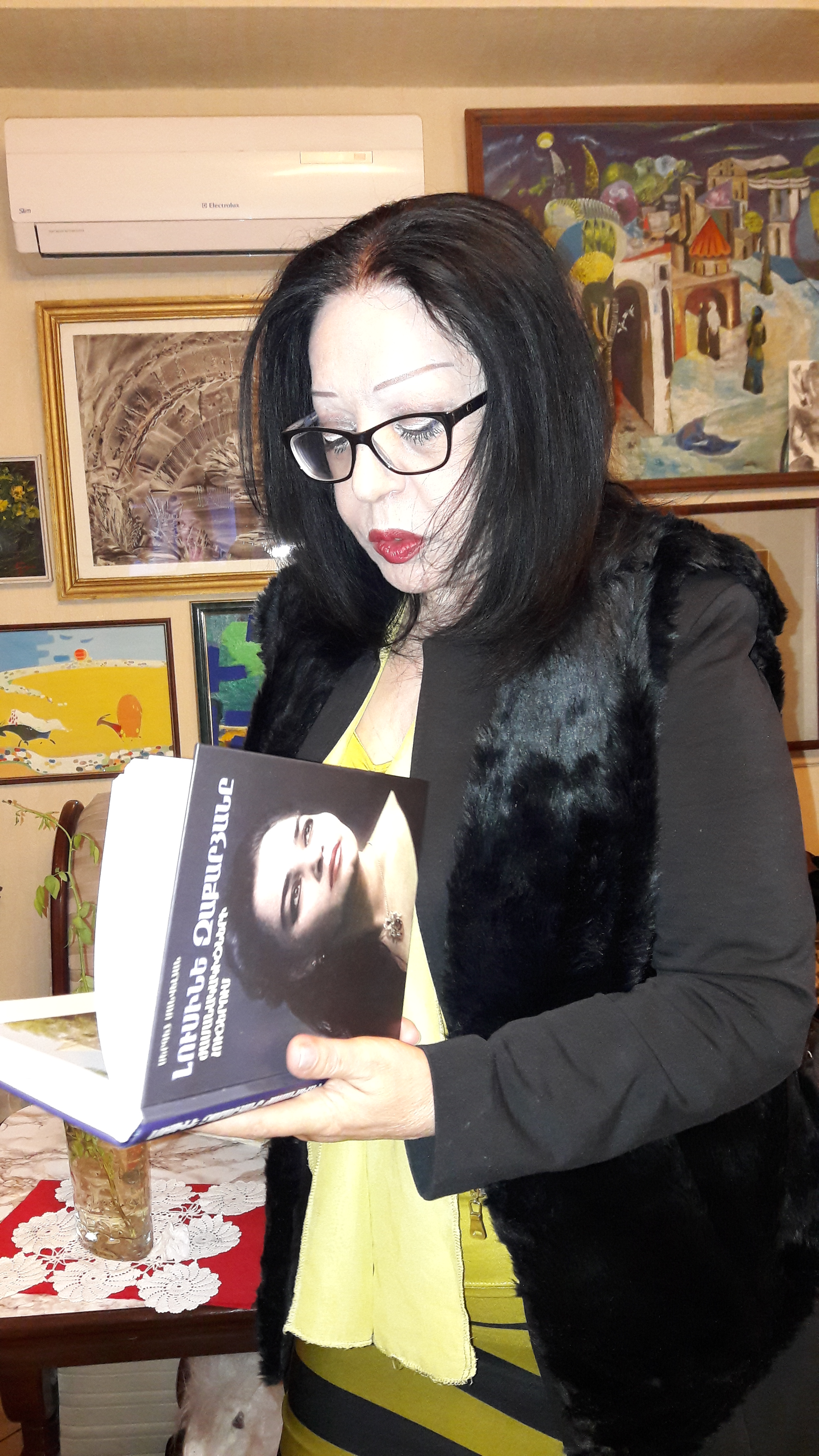